# Neomelaniconion
Neomelaniconion is een muggengeslacht uit de familie van de steekmuggen (Culicidae).

## Soorten
- N. albicosta (Edwards, 1913)
- N. albiradius le Goff, Boussès & Brunhes, 2007
- N. albothorax (Theobald, 1907)
- N. aurovenatum (Worth, 1960)
- N. belleci le Goff, Boussès & Brunhes, 2007
- N. bequaerti (Wolfs, 1947)
- N. bergerardi (Pajot & Geoffroy, 1971)
- N. bolense (Edwards, 1936)
- N. carteri (Edwards, 1936)
- N. circumluteolum (Theobald, 1908)
- N. crassiforceps (Edwards, 1927)
- N. ellinorae (Edwards, 1941)
- N. flavimargo (Edwards, 1941)
- N. fontenillei Le Goff, Boussès & Brunhes, 2007
- N. fuscinerve (Edwards, 1914)
- N. jamoti (Hamon & Rickenbach, 1954)
- N. lineatopenne (Ludlow, 1905)
- N. luridum (McIntosh, 1971)
- N. luteolaterale (Theobald, 1901)

- N. mcintoshi (Huang, 1985)
- N. monotrichus (Edwards, 1936)
- N. nigropterum Le Goff, Boussès & Brunhes, 2007
- N. palpale Newstead, 1907
- N. pogonurum (Edwards, 1936)
- N. punctocostale (Theobald, 1909)
- N. sylvaticum le Goff, Boussès & Brunhes, 2007
- N. taeniarostre (Theobald, 1909)
- N. unidentatum (McIntosh, 1971)